# Sleeuwijk
Sleeuwijk (51° 49′ N, 4° 57′ L) é uma cidade dos Países Baixos, na província de Brabante do Norte. Sleeuwijk pertence ao município de Werkendam, e está situada a 3 km southwest of Gorinchem.
Em 2001, a cidade de Sleeuwijk tinha 4649 habitantes. A área urbana da cidade é de 1.2 km², e tem 1647 residências.
A área de Sleeuwijk, que também inclui as partes periféricas da cidade, bem como a zona rural circundante, tem uma população estimada em 5160 habitantes.